# Ballophilus pallidus
Ballophilus pallidus är en mångfotingart som beskrevs av Carl Attems 1938. Ballophilus pallidus ingår i släktet Ballophilus och familjen Ballophilidae.
Artens utbredningsområde är:
- Kambodja.
- Laos.
- Myanmar.
- Thailand.
- Vietnam.

Inga underarter finns listade i Catalogue of Life.